# Distretto di Tianjia'an
Il distretto di Tianjia'an (田家庵区S, Tiánjiā'ānP) è un distretto della Cina, situato nella provincia dell'Anhui.